# Ravno
Ravno es un municipio y localidad de Bosnia y Herzegovina. Se encuentra en el cantón de Herzegovina-Neretva, al este del municipio de Neum, el único por el que la Federación de Bosnia y Herzegovina se asoma al mar Adriático mediante una franja costera de unos 20 km. La capital del municipio de Ravno, que comprende numerosos núcleos urbanos pequeños diseminados, es la localidad homónima.

## Localidades
El municipio de Ravno se encuentra subdividido en las siguientes localidades:
- Baljivac.
- Baonine (en parte).
- Belenići.
- Bobovišta.
- Cicrina.
- Čavaš.
- Čopice.
- Čvaljina.
- Dvrsnica.
- Glavska.
- Golubinac.
- Gorogaše.
- Grebci.
- Ivanica.
- Kalađurđevići.
- Kijev Do.
- Kutina.
- Nenovići.
- Nevada.
- Orah.
- Orahov Do.
- Orašje Popovo (en parte).
- Podosoje.
- Prosjek.
- Rapti Bobani (en parte).
- Ravno.
- Rupni Do.
- Slavogostići.
- Slivnica Bobani.
- Slivnica Površ.
- Sparožići.
- Šćenica Bobani.
- Trebimlja.
- Trnčina.
- Uskoplje.
- Velja Međa.
- Vlaka.
- Vukovići.
- Začula.
- Zagradinje.
- Zaplanik.
- Zavala.

## Demografía
En el año 2009 la población del municipio de Ravno era de 1 400 habitantes. La superficie del municipio es de 286 kilómetros cuadrados, con lo que la densidad de población era de 5 habitantes por kilómetro cuadrado.